# Marie-Marguerite Dufay
Marie-Guite Dufay (nacida como Marie-Marguerite Dufay, París, Francia, 1949) es una política francesa y miembro del Partido Socialista (PS). Es la presidenta del consejo regional de Franco Condado, desde enero de 2008. 